# 马龙尼礼教会

馬龍尼禮教會之牧徽

馬龍尼禮天主教會（敘利亞語：ܥܕܬܐ ܣܘܪܝܝܬܐ ܡܪܘܢܝܬܐ ܕܐܢܛܝܘܟܝܐ），通稱馬龍派，是天主教会的一部分，為安提約基亞（安提阿或西敘利亞）禮拜儀式傳統的一個支派，是東儀天主教會的23個成員之一，是完全與教宗共融的。現任馬龍尼禮安提阿宗主教為貝沙拉·布特羅斯·拉伊樞機。

## 歷史

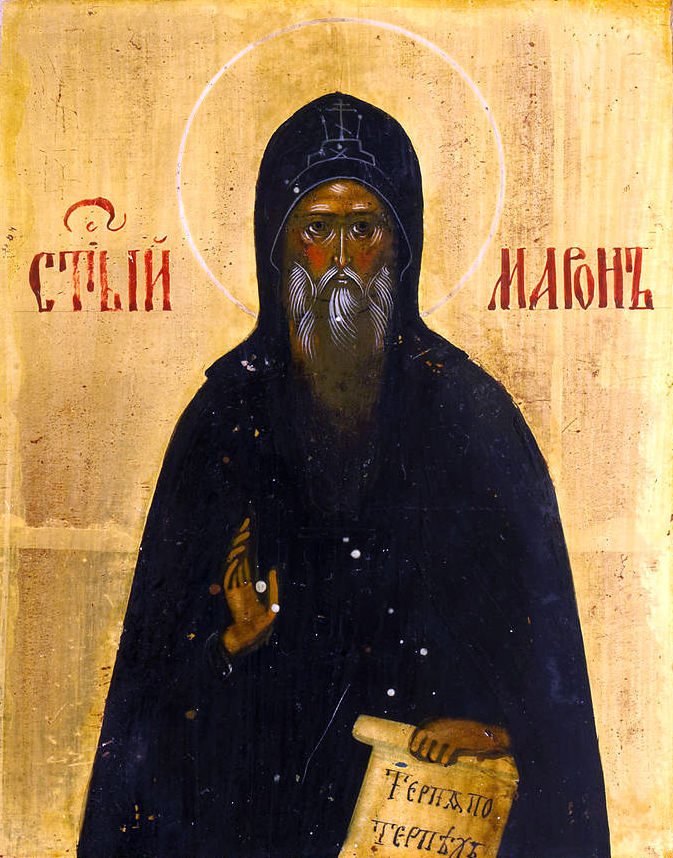
若望·馬龍

### 早期教會
基督耶穌的追隨者稱為“基督徒”，而安提阿（徒11:26）就成為了一個基督教聚居的中心，特別是在公元70年耶路撒冷毀滅。根據天主教的傳統，世界上第一位主教是前往羅馬傳教的聖伯多祿。第三位主教是宗徒教父安提阿的聖依格那修。當安提阿成為宗主教教座所在地時，君士坦丁已經承認了基督教。5世紀早期，敘利亞隱修士聖馬龍在奥龙特斯河畔擔任一群隱修者的領袖。當他在410年去世後，他的追隨者們建立了一座以他的名字命名的修道院，並開始發展起來。後來，一些基督一性論者（英語：Monophysitism）殺死了約350位馬龍修院的隱修士，該會便決定逃難到黎巴嫩山區。
687年，在拜占庭帝國皇帝查士丁尼二世同意下，馬龍尼派得以任命一位自己的宗主教，首任宗主教是若望·馬龍。

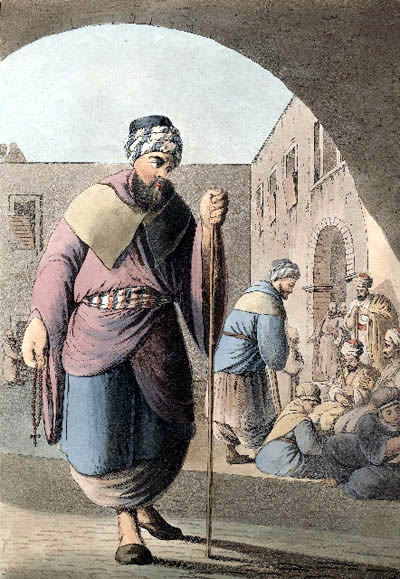
馬龍尼禮神父和朝聖者，在黎巴嫩山

### 穆斯林統治
之後，馬龍尼禮教會因為敘利亞穆斯林征服，而開始了阿拉伯的統治。而這樣也使該教會與拜占庭帝國的關係更改進。因此，拜占庭皇帝君士坦丁四世甚至直接提供了在宗教、政治和軍事方面的支持，給馬龍尼禮教會。新聯盟很快互相協調了兩軍，以毀滅性襲擊，消滅了穆斯林在這地區的勢力。而這軍事行動解救了在中東地區的基督教徒。
同一時間，有些馬龍尼禮信徒搬遷到黎巴嫩山，並形成幾個社區，被稱為馬拉達（英語：Marada）。他們遷移到黎巴嫩山上是一段長時間發生的，但其高峰期是在公元7世紀。以上說法是根據17世紀一名主教的文獻。而根據一名在16世紀的馬龍尼禮專家的另一個說法則指出，他們為了逃避穆斯林的迫害，在9世紀末從阿拉伯帝國的第一王朝烏邁耶王朝中遷移。而最被廣泛認同的說法是在10世紀提出的。指他們不是為了逃避穆斯林的迫害，而是被基督一性論的雅格教派迫害。
1017年左右，這地區出現了一個新的穆斯林教派，他們自稱為德魯茲派。當時，馬龍尼禮信徒被稱為齊米。德魯茲派禁止他們騎馬，並要求他們穿上黑長袍和黑頭巾，以作識別。
隨後，穆斯林征服了東方基督教以外的安提約基亞和歐洲地區。伊斯蘭教哈里發並與拜占庭帝國皇帝達成了協定，決定了各自的勢力範圍。

### 十字軍東征

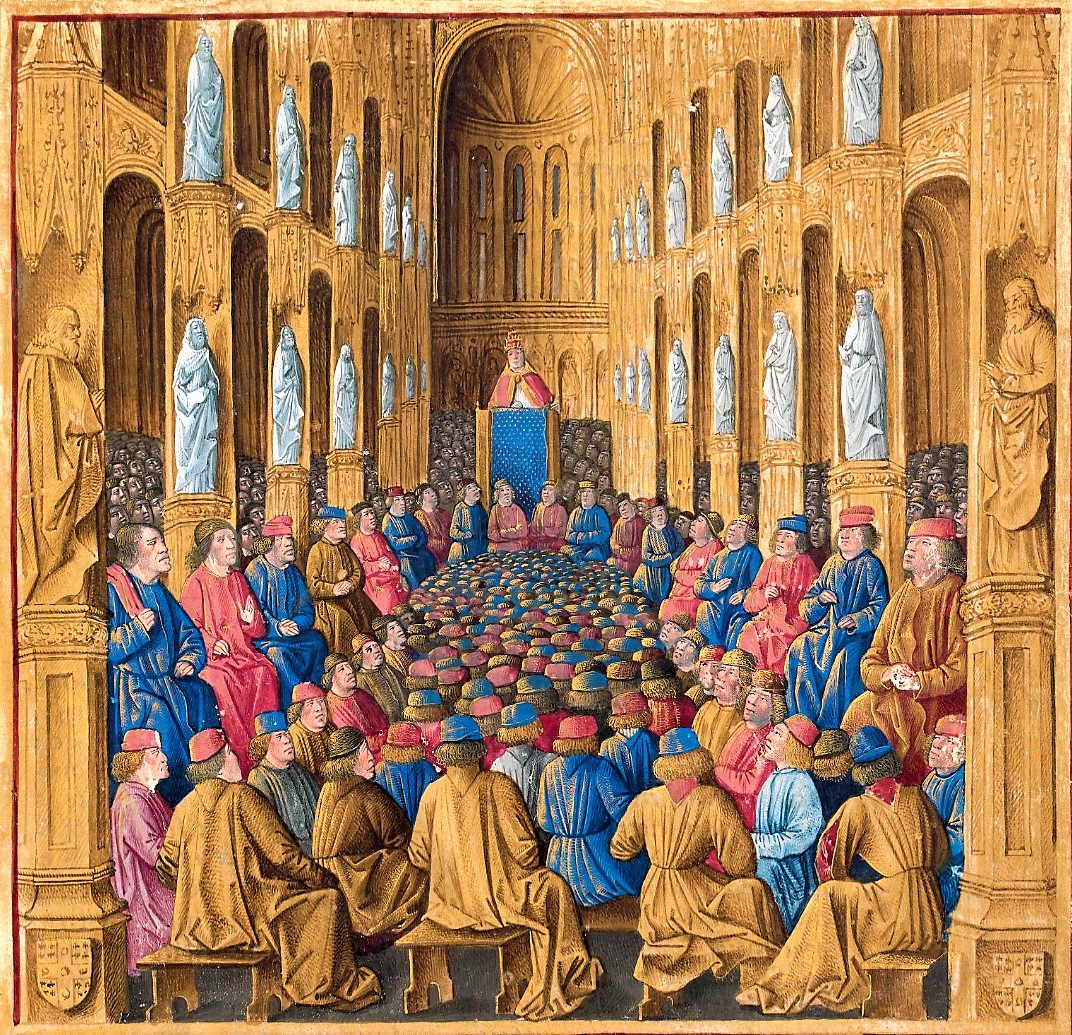
烏爾班二世在法國克萊芒做東征的號召

11世紀未，教宗烏爾班二世在法國克萊芒舉辦克萊芒會議，號召基督徒前去征討東方的異教徒，奪回聖地，從而引發了十字軍東征。當他們通過黎巴嫩山時，在那裏遇到馬龍尼禮信徒。而當時馬龍尼禮教會已經和基督教世界切斷了聯絡大約400年。天主教會一直不知道他們仍然存在。十字軍和馬龍尼禮教會建立了聯繫。並且，他們提供幫助十字軍東征。羅馬教廷於1182年，確認他們的身份。從此，他們確認天主教為正統和統一的基督教。
為了紀念他們的共融，教宗帕斯卡二世於1100年，送了一個主教冠給當時的馬龍尼禮教會宗主教，以表示他的宗主教權威和地位。而在1131年，教宗諾森二世公報，正式給與馬龍尼禮教會宗主教的權威及地位。

### 鄂圖曼帝國統治

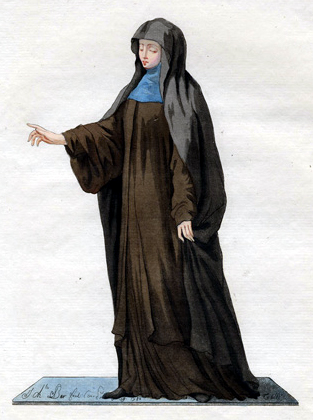
1779年畫作：在黎巴嫩山的馬龍尼禮教會修女

當鄂圖曼帝國擊敗阿拉伯奴隸兵馬木留克後，他們與德魯茲派結盟。另外，馬龍尼禮信徒也和德魯茲派結盟，及建立黎巴嫩公國，並維持了數百年。而它是現在黎巴嫩共和國的基礎。該教會還有信徒在黎巴嫩執政。
在1816年至1840年期間，該教會信徒開始重返黎巴嫩南部地區。這是自從1307年以後，被馬木留克在這地區差點滅絕後，他們可以再次重返該地區。因此，德魯茲山等地得以開發。並且，他們可以建立了一個友好關係。
於1584年7月15日，該教會在羅馬的第一所大學開幕，由當時的教宗額我略十六世主持。
17世紀，天主教會正式進入黎巴嫩傳教，而其中之一有耶穌會會士。他們除了傳教外，還在黎巴嫩展開各類的服務。而馬龍尼禮教會也開始了舉學，甚至每個教堂旁邊都有一所學校。這使該教會的兒童可以獲得教育的機會。更使該教會是當時中東地區文化較興盛的地區。

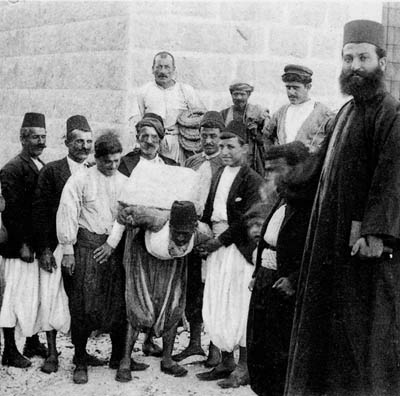
馬龍尼禮教会信徒於1920年代在黎巴嫩山建造了一座教堂

然而，該教會和羅馬教廷之間的聯係非常困難。需要使用外交層面上的協助，及以借用歐洲列強的幫助，從而保護該教會免於毀滅。最終，該教會於1584年7月5日在羅馬成立羅馬學院（英語：Roman Colleges）。這所大學，使馬龍尼社區獲得了一些有價值的援助，從而維護了他們的基督徒身份。1610年，在Qozhaya的馬龍尼禮聖安多尼修道院，進口了第一台印刷機，名為說阿拉伯語世界。但是，它只是印刷西敘利亞語，而不是阿拉伯語。而黎巴嫩的修道院在19世紀後期，為阿拉伯復興有關鍵角色。因為它協助發展阿拉伯語和敘利亞語，並可以印刷腳本。

## 現況
現今馬龍尼教會的信徒，在全球大約有400萬人。其中在黎巴嫩有約100萬人，佔該國人口約四分之一。在賽普勒斯、約旦、以色列、埃及、敘利亞、巴西、美國和加拿大等地方，都有該教會的信徒。現時該會設有28個宗主教區、總教區、教區和宗主教代牧區。
馬龍尼教會在禮儀中使用語言為阿拉米語，但在實際生活中，信徒多使用阿拉伯語。

## 组织

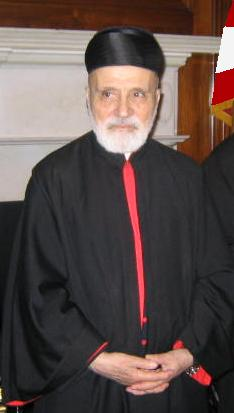
榮休宗主教納斯爾阿拉·布特羅斯·斯菲爾

今日馬龍尼教會的最高首脑为马龙派安提阿宗主教，由全世界的马龙派教会主教选出，居住于黎巴嫩贝鲁特北部的Bkirki。新任宗主教当选时必须要报告教宗，并获得其认可，以体现马龙派教会对天主教教会的归附。

### 宗主教區

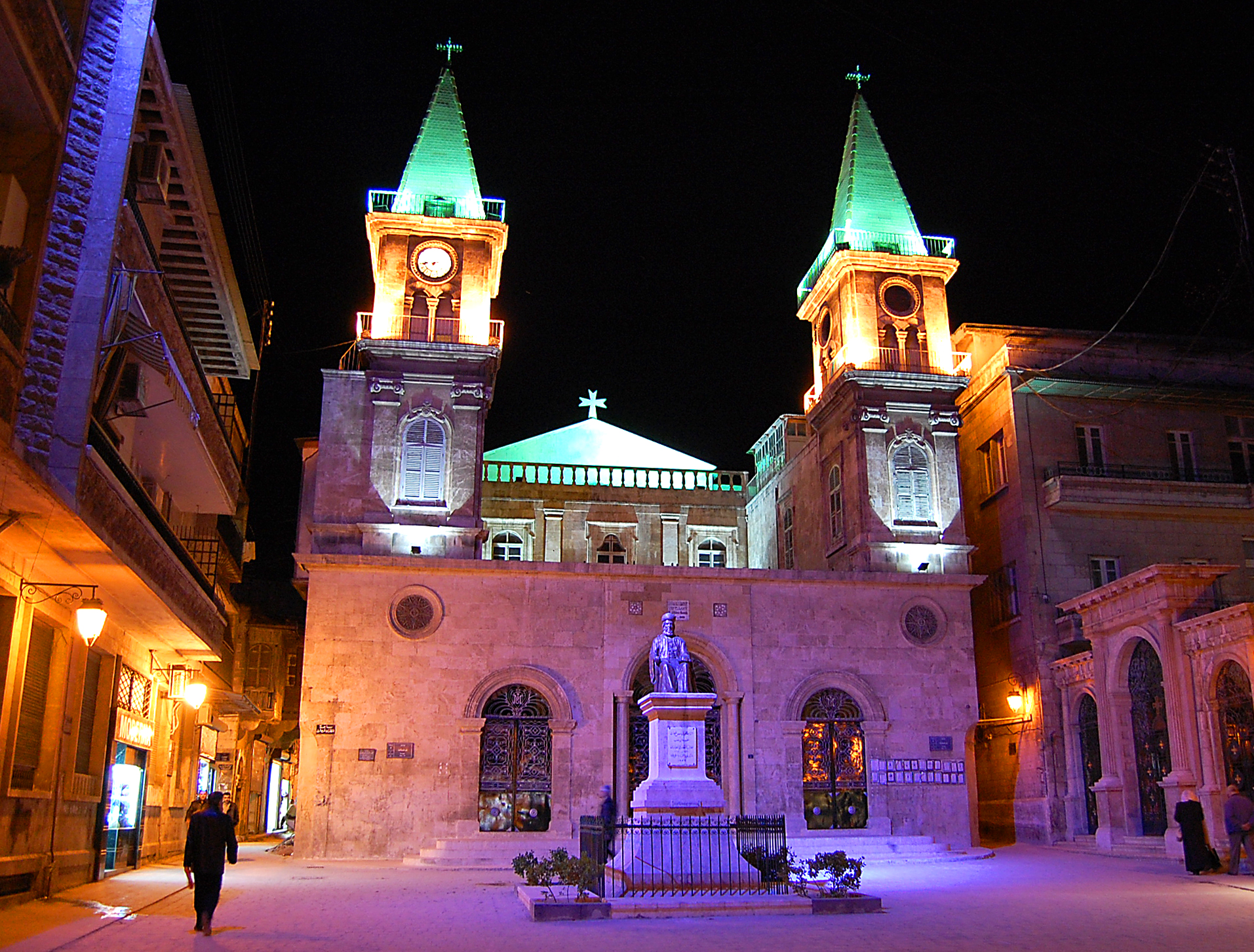
阿勒頗聖厄里亞主教座堂

- 安提約基雅宗主教區

### 總教區

#### 黎巴嫩境內
- 安特利亞斯總教區
- 貝魯特總教區
- 的黎波里總教區
- 泰爾總教區

#### 黎巴嫩境外
- 賽普勒斯總教區
- 海法暨聖地總教區
- 阿勒頗總教區
- 大馬士革總教區

### 教區

#### 黎巴嫩境內
- 傑貝–塞爾巴–朱尼耶教區
- 巴特倫教區
- 朱拜勒教區
- 賽達教區
- 扎赫勒教區
- 巴勒貝克教區

#### 黎巴嫩境外
- 開羅教區
- 拉塔基亞教區
- 巴黎黎巴嫩聖母教區
- 洛杉磯黎巴嫩聖母教區
- 布魯克林聖馬龍教區
- 蒙特婁聖馬龍教區
- 雪梨聖馬龍教區
- 布宜諾斯艾利斯教區
- 墨西哥黎巴嫩殉道者聖母教區
- 聖保羅黎巴嫩聖母教區
- 伊巴丹聖母領報教區

### 宗座代牧區
- 哥倫比亞宗座代牧區

### 宗主教代牧區
- 耶路撒冷暨巴勒斯坦宗主教代牧區
- 約旦宗主教代牧區

## 书目
- Moosa, Matti. . Syracuse, N.Y.: Syracuse University Press. 1986  [2019-10-18]. （原始内容存档于2016-01-11）.
- No'man, Paul. . Ghosta: Books. 1996 （阿拉伯语）.